# Огбейде, Джордж
Джордж Огбейде (англ. George Ogbeide; род. 4 августа 1968, Лагос) — нигерийский легкоатлет, специалист по прыжкам в длину и бегу на короткие дистанции. Выступал за сборную Нигерии по лёгкой атлетике в начале 1990-х годов, чемпион Всеафриканских игр, серебряный призёр летней Универсиады, участник чемпионата мира в Токио.

## Биография
Джордж Огбейде родился 4 августа 1968 года в Лагосе, Нигерия.
В 1986 году уехал учиться в США, поступив в Айдахский университет, затем перевёлся в Университет штата Вашингтон. Во время учёбы состоял в университетских легкоатлетических командах, неоднократно принимал участие в различных студенческих соревнованиях, в том числе побеждал на чемпионатах Национальной ассоциации студенческого спорта.
Наибольшего успеха на взрослом международном уровне добился в сезоне 1991 года, когда вошёл в основной состав нигерийской национальной сборной и выступил на нескольких крупных соревнованиях. Так, он побывал на летней Универсиаде в Шеффилде, откуда привёз награду серебряного достоинства, выигранную в прыжках в длину — в финале уступил только американцу Алану Тёрнеру. В той же дисциплине одержал победу на Всеафриканских играх в Каире. Участвовал в чемпионате мира в Токио, где занял тринадцатое место в прыжках в длину и четвёртое место в эстафете 4 × 100 метров — совместно с Олападе Аденикеном, Виктором Омагбеми и Дэвидсоном Эзинвой. Кроме того, в этом сезоне на соревнованиях в немецком Коттбусе установил свой личный рекорд в прыжках в длину, показав результат 8,24 метров — таким образом стал четвёртым среди соотечественников в данной дисциплине после Юсуфа Алли (8,27 м), Чарльтона Эхизуэлена (8,26 м в помещении) и Пола Эморди (8,25 м).
В 1993 году окончил Университет штата Вашингтон, получив степень бакалавра искусств в области бизнес-администрирования.